# There's Nothing Wrong With Love
There's Nothing Wrong with Love är det amerikanska indierockbandet Built to Spills andra album, utgivet 1994. Albumet producerades av Phil Ek som producerat de flesta av bandets album men som också jobbat med bland annat The Shins under inspelningen av albumet Chutes Too Narrow.
Det sista spåret på albumet är en låtsasförhandsvisning på ett kommande Built to Spill-album. Ingen av klippen som glimtar förbi är från riktiga låtar.

## Låtlista
1. "In the Morning" - 2:38
2. "Reasons" - 3:46
3. "Big Dipper" - 4:10
4. "Car" - 2:59
5. "Fling" - 2:34
6. "Cleo" - 4:35
7. "The Source" - 3:20
8. "Twin Falls" - 1:50
9. "Some" - 5:58
10. "Distopian Dream Girl" - 4:24
11. "Israel's Song" - 3:47
12. "Stab" - 5:30
13. "Preview" - 1:23